# La Pau (Aristòfanes)
La Pau (en grec antic: Εἰρήνη) és una comèdia escrita i produïda pel dramaturg grec Aristòfanes. Es va presentar per primer cop l'any 421 aC a les Grans Dionísies i aquell mateix any va guanyar el segon premi a Atenes. Com succeeix en moltes de les seves obres, Aristòfanes ataca i es burla dels seus contemporanis, d'Eurípides, de Carcí i especialment de Cleó. L'esperit alegre de celebració, que contrasta fortament amb el to escèptic de les seves altres obres que també tracten de «la pau» (Lisístrata i Els acarnesos), es poden atribuir al fet que es va escriure poc després que se signés la Pau de Nícias.

## Argument
El vell pagès Trigeu és el personatge central de l'obra. Mentre Atenes i Esparta lluiten l'una contra l'altra en la Guerra del Peloponnès, Trigeu es munta en un escarabat piloter tal com l'heroi Bel·lerofont va muntar a Pegàs i vola cap a l'Olimp per tenir una audiència amb Zeus, el pare de tots els déus. Aquesta part conté una important quantitat de temes d'escatològics, ja que els escarabats piloters s'alimenten dels excrements. Se'ls ordena, als esclaus de Trigeu, que facin girar els excrements per l'escarabat, i es demana als pobletans que tapin l'or amb el seu propi excrement perquè l'escarabat no es veiés temptat durant el vol.
Quan Trigeu arriba a l'Olimp, on hi ha Zeus, tots els déus olímpics excepte Hermes han deixat l'Olimp en mans de Pòlemos, personificació de la Guerra i del seu esclau Tumult. Trigeu s'adona que han tancat la Pau en un profund forat cobert amb pedres grans. Pòlemos i Tumult planegen la destrucció dels grecs. Usen un morter gegant on trituren fruits i ingredients que representen totes les ciutats estat gregues; planegen derrotar-les esclafant-les amb una mà de morter gegant. Tanmateix, no troben una mà de morter d'aquella mida enlloc, i es distrauen buscant-la. La mà de morter es refereix a Cleó, ja que mà de morter era un dels seus noms. Però Cleó ja ha mort i en busquen una altra. La segona mà de morter que s'hi esmenta representa l'oficial espartà Bràsides, que també ha mort. L'ús que va donar Aristòfanes a la paraula mà de morter per a ambdós personatges històrics dona a entendre que Cleó estava en la mateixa lliga que Bràsides i que, per tant, era un enemic de l'estat.
Aprofitant aquesta oportunitat, Trigeu invita el cor (format per pagesos de diverses ciutats estat gregues) perquè l'ajudi a salvar la Pau. Amb l'ajuda dels membres del cor, Trigeu intenta retirar les pedres. Aquells que treuen profit de la guerra, com els ferreters, els sabotegen. Però, després d'un considerable esforç, alliberen per fi la Pau, i amb ella les seves companyes Opora i Teoria. La Pau continua enfadada pel tracte que havia rebut dels grecs (per exemple, quan aquests es van negar a signar diversos tractats durant la Guerra del Peloponès), i només parlen amb Trigeu i els altres hel·lens mitjançant Hermes. Com era d'esperar, Trigeu la va convèncer perquè tornés a Atenes amb els grecs.
Trigeu accepta de casar-se amb Opora (Prosperitat), i envien Teoria (Abundància) junt amb un altre grec perquè prepari una celebració de pau. Escullen una ovella per sacrificar-la, però no es pot permetre que la seva sang taqui l'altar, ja que «la sang no és del grat de la Pau». Un endeví anomenat Hièrocles passa sense ser invitat i vol agafar la carn de l'animal sacrificat sense permís. De tota manera, quan comença a pontificar contra la Pau, li peguen i se l'emporten per força. Llavors, els traficants d'armes entren a la ciutat intentant vendre les seves mercaderies a qualsevol preu, ja que la guerra ha acabat i les armes ja no són necessàries. Trigeu calenta l'ambient, dient coses com que es comprarà una cuirassa per usar-la com un tamboret o que comprarà llances per usar-les com a ajut per a les vinyes. Ofesos, deixen Atenes mentre Trigeu i Prosperitat es casen.